# Stop (canción de Spice Girls)
«Stop» es una canción de las Spice Girls, siendo su séptimo sencillo en el Reino Unido (sexto en los Estados Unidos) y el tercer sencillo de su segundo disco, Spiceworld. La canción es una reminiscencia de "Las Supremmes" y otros clásicos de canciones del grupo y fue escrito principalmente por  Geri Halliwell, aunque como con todas sus canciones las otras chicas tenían una gran cantidad de líneas. Es el último sencillo que se publicó antes de la partida de Geri.

## Posición en listas
Es visto como el segundo sencillo con menos éxito en términos de rendimiento gráfico y de ventas en todo el mundo. Solo logró el número dieciséis en el "Billboard Hot 100", dos posiciones más altas que "Spice Up Your Life", pero abandonó mucho más rápido, lo que supone el sencillo con menos éxito del grupo en Estados Unidos.
En el Reino Unido, "Stop" finalizó el récord de números uno seguidos, pero aun así, las Spice Girls mantienen el récord de tener sus primeros seis sencillos en el número 1 en el Reino Unido. Este registro fue superado por Westlife, cuyos primeros 7 sencillos fueron a número 1 en el Reino Unido. "Stop" llegó a ser número 2 en el Reino Unido.

## Video musical
Las primeras escenas del vídeo fueron tomadas en la calle Carnew en Dublín. La segunda mitad del vídeo de "Stop" está situado en la pequeña ciudad de Carrickmacross, Co Monaghan, en Irlanda, en torno a finales de los cincuenta o principios de los sesenta, con las chicas corriendo por las calles a bailar, saltar, y participando en diversas competiciones. Al final, todos cantan en el escenario en un bar.
Durante el canto del estribillo, el video muestra a las chicas realizando un "cambio de acción", hecho que se realiza a menudo a lo largo de la canción de Spice Girls.

## Presentaciones en vivo

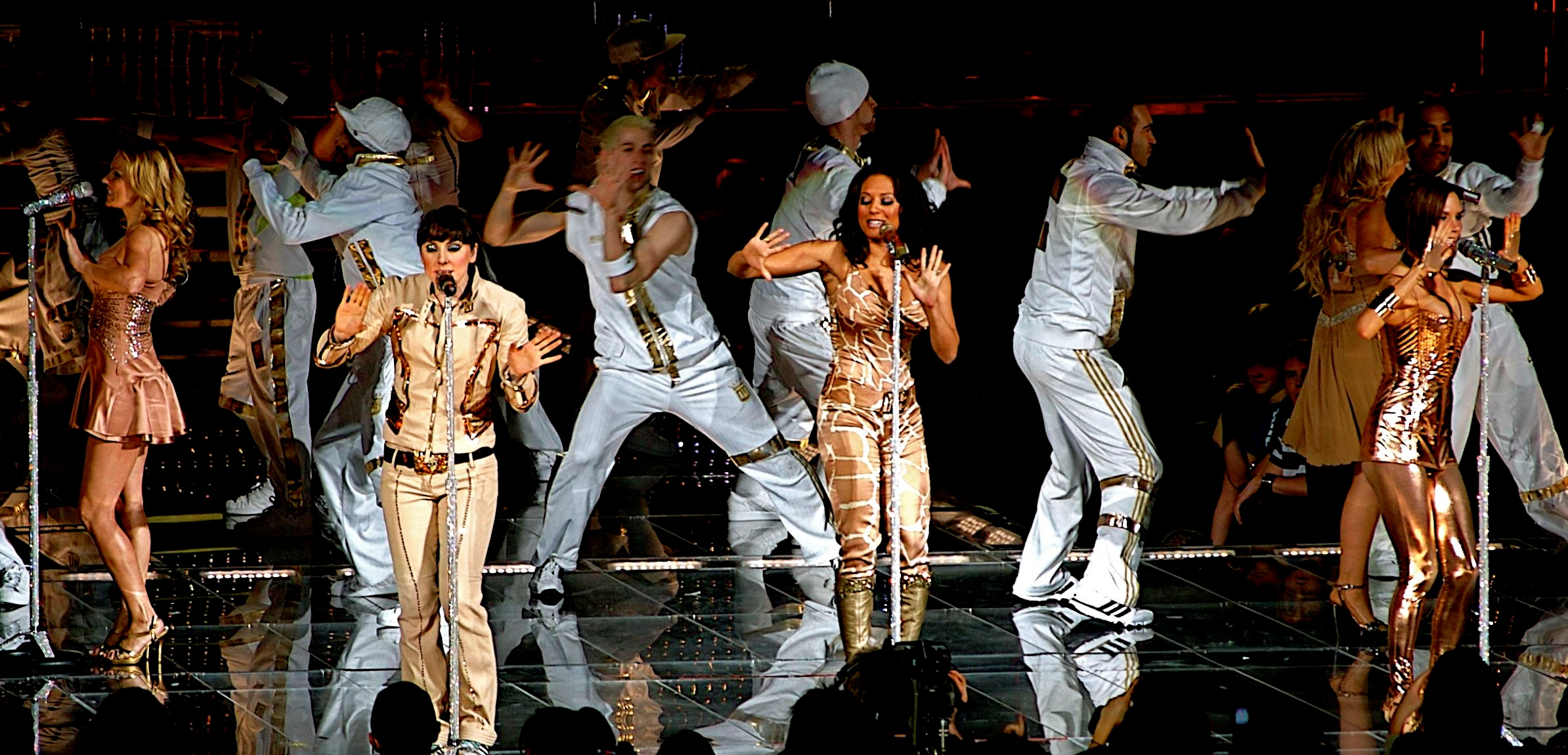
Spice Girls en Toronto en el Air Canada Center.

«Stop» es una canción común en los conciertos, con una "falsa intro" después de la cual los bailarines masculinos realizan una acrobacia y, a continuación, empieza la canción. Después de la marcha de Geri, sus líneas fueron cantadas por Mel B.
Las chicas cantaron Stop para los niños necesitados y también durante el Victoria's Secret Fashion Show el 16 de noviembre de 2007 en Los Ángeles. Fue su primera actuación como un quinteto en 9 años.
Stop también se realizó en los Brit Awards 1998, donde las chicas aparecen en un coche de época.
En la Gira Spice World Tour 2019, Geri Halliwell cubrió las partes en solitario de Victoria Beckham.

## "Stop to the Top"
Mucho antes del anuncio de la reunión de Spice Girs, en febrero de 2007, los fanes del Reino Unido crearon una página de MySpace para iniciar una campaña para llevar "Stop" al número 1 en el Reino Unido, siendo hasta ese momento, que las chicas no consiguieron el número 1. Dado que no existía una verdadera publicación de un CD, del 2 al 7 de julio, los fanes tuvieron que comprar la canción en las principales tiendas en línea. Sin la ayuda de grandes medios de comunicación, la canción alcanzó el número 78, llegando al puesto 53. La campaña alcanzó 1.952 descargas del 2 al 7 de julio, y logró alcanzar el Top 10 del Reino Unido y número 1 en las cartas de descargas de Tesco.

## Versiones
- La canción fue versionada por la cantante Marykate O'Neil por su auto titulado álbum debut.

## Formatos y Listas de canciones
- R.U. CD1/CD1 Australiano/CD Brasileño/EE.UU. CD1

1. «Stop» - 3:24
2. «Something Kinda Funny» [Live in Istanbul] - 4:43
3. «Mama» [Live in Istanbul] - 5:18
4. «Love Thing» [Live in Istanbul] - 5:06

- R.U. CD2/CD2 Australiano/CD1 Europeo/CD Japonés

1. «Stop» - 3:24
2. «Ain't No Stopping Us Now» [featuring Luther Vandross] - 4:55
3. Stop [Morales Remix] - 7:23
4. «Stop» [Stretch 'N' Vern's Rock & Roll Mix] - 9:11

- CD2 Europeo

1. «Stop» - 3:24
2. «Ain't No Stopping Us Now» [featuring Luther Vandross] - 4:55

- EE.UU. CD2

1. «Stop» - 3:24
2. «Stop» [Morales Remix] - 7:23
3. «Stop» [Stretch 'N' Vern's Rock & Roll Mix] - 9:11
4. «Stop» [Morales Dub] - 8:11

- UK Promo 12" Vinyl single

1. A1: «Stop» [Morales Remix] - 9:26
2. B1: «Stop» [Stretch 'N' Vern's Rock & Roll Mix] - 10:56
3. C1: «Stop» [Morales Dub] - 8:11
4. D1: «Stop» [Stretch 'N' Vern's Dub] - 11:17

## Posiciones en las listas

### Semanales
| País      | Lista               | Mejor posición |      |
| 1998      | 1998                | 1998           | 1998 |
| --------- | ------------------- | -------------- | ---- |
| Australia | ARIA Top 50 Singles | 5              |      |

| Listas                    | Posición |
| ------------------------- | -------- |
| UK Singles Chart          | 2        |
| Canadian Singles Chart    | 3        |
| Irish Singles Chart       | 3        |
| Israeli Singles Chart     | 4        |
| Australian Singles Chart  | 5        |
| Chile Top 40              | 6        |
| Euro Hot 100              | 6        |
| Finnish Singles Chart     | 6        |
| Latvian Airplay Top       | 8        |
| Swedish Singles Chart     | 8        |
| New Zealand Singles Chart | 9        |
| Austrian Singles Chart    | 12       |
| French Singles Chart      | 12       |
| Belgian Singles Chart     | 14       |
| Italian Singles Chart     | 15       |
| U.S. Billboard Hot 100    | 16       |
| Swiss Singles Chart       | 20       |
| German Singles Chart      | 35       |

### Listas 2007
| Listas (2007)                       | Posición (Solo Descarga) |
| ----------------------------------- | ------------------------ |
| UK Singles Chart                    | 78                       |
| Tesco Music Downloads Singles Chart | 1                        |
| HMV Download Singles Chart          | 3                        |
| UK iTunes Store                     | 61                       |
| 7digital                            | 2                        |
| Woolworths                          | 23                       |

### Certificaciones
| País           | Organismo certificador | Certificación | Ventas certificadas | Ref.  |
| -------------- | ---------------------- | ------------- | ------------------- | ----- |
| Australia      | ARIA                   | Oro           | 35 000              | [ 1 ] |
| Bélgica        | BEA                    | Oro           | 25 000              | [ 2 ] |
| Estados Unidos | RIAA                   | —             | 400 000             | [ 3 ] |
| Francia        | SNEP                   | Oro           | 250 000             | [ 4 ] |
| Reino Unido    | BPI                    | Platino       | 638 000             | [ 6 ] |